# Hans Ertel
Pour les articles homonymes, voir Ertel.
Hans Richard Max Ertel, né le 24 mars 1904 à Berlin où il est mort le 2 juillet 1971, est un naturaliste allemand, un des pionniers de la géophysique et de l'hydrodynamique.

## Biographie
Diplômé de l'Université de Berlin en 1932 comme météorologue, Hans Ertel commence sa carrière scientifique à l'ancien Preußischen Meteorologischen Institut (Institut météorologique prussien), où les représentants de l'école autrichienne de météorologie (Heinrich von Ficker et Albert Defant) ont sur lui une influence formatrice et lui apportent leur soutien durable. Ertel poursuit les travaux de Felix Maria von Exner-Ewarten, un météorologue théoricien de premier plan qui vivait à Vienne, et en achève plusieurs. Il devient rapidement un physicien théoricien reconnu et, dès sa jeunesse, publie des résultats de recherche ou des approches théoriques dans ce domaine.
En 1943, il obtient le poste de professeur de météorologie et de géophysique à l'Université d'Innsbruck et suit également les cours d'Arnold Sommerfeld. Après la Seconde Guerre mondiale, il est nommé professeur de géophysique à l'Université de Berlin (1946), où il devient également directeur de l'Institut de météorologie et de géophysique qui appartenait alors à l'Université de Munich.
À l'invitation de divers scientifiques, tels que Hilding Köhler, Markus Baath et Carl-Gustaf Rossby, avec lesquels il entretient également de longues amitiés, Ertel donne des conférences à l'Université de Stockholm et à l'Université d'Uppsala en Suède et participe à des congrès.
Il fonde et dirige l' Institut d'hydrographie physique de l'Académie des sciences de la RDA à partir de 1948. En 1949, il est élu membre à part entière de l'Académie puis en est le vice-président de 1951 à 1961. Pendant cette période, il veille à la fondation de nouveaux instituts universitaires et également à ce que toute l'Allemagne puisse participer aux Années géophysiques internationales (1957-1958 et 1958-1959).
Les résultats des travaux de l'Institut d'hydrographie physique sont régulièrement publiés dans des revues spécialisées internationales et nationales (par exemple, les rapports mensuels de l'Académie allemande des sciences), ainsi que dans la revue de l'institut Acta Hydrophysica.
Au-delà de son institut, Ertel veille à la parution des magazines Gerlands Beiträge zur Geophysik, Zeitschrift für Meteorologie et Forschungen und Fortschritte et il collabore lui-même à la Deutschen Literaturzeitschrift.

## Hommage

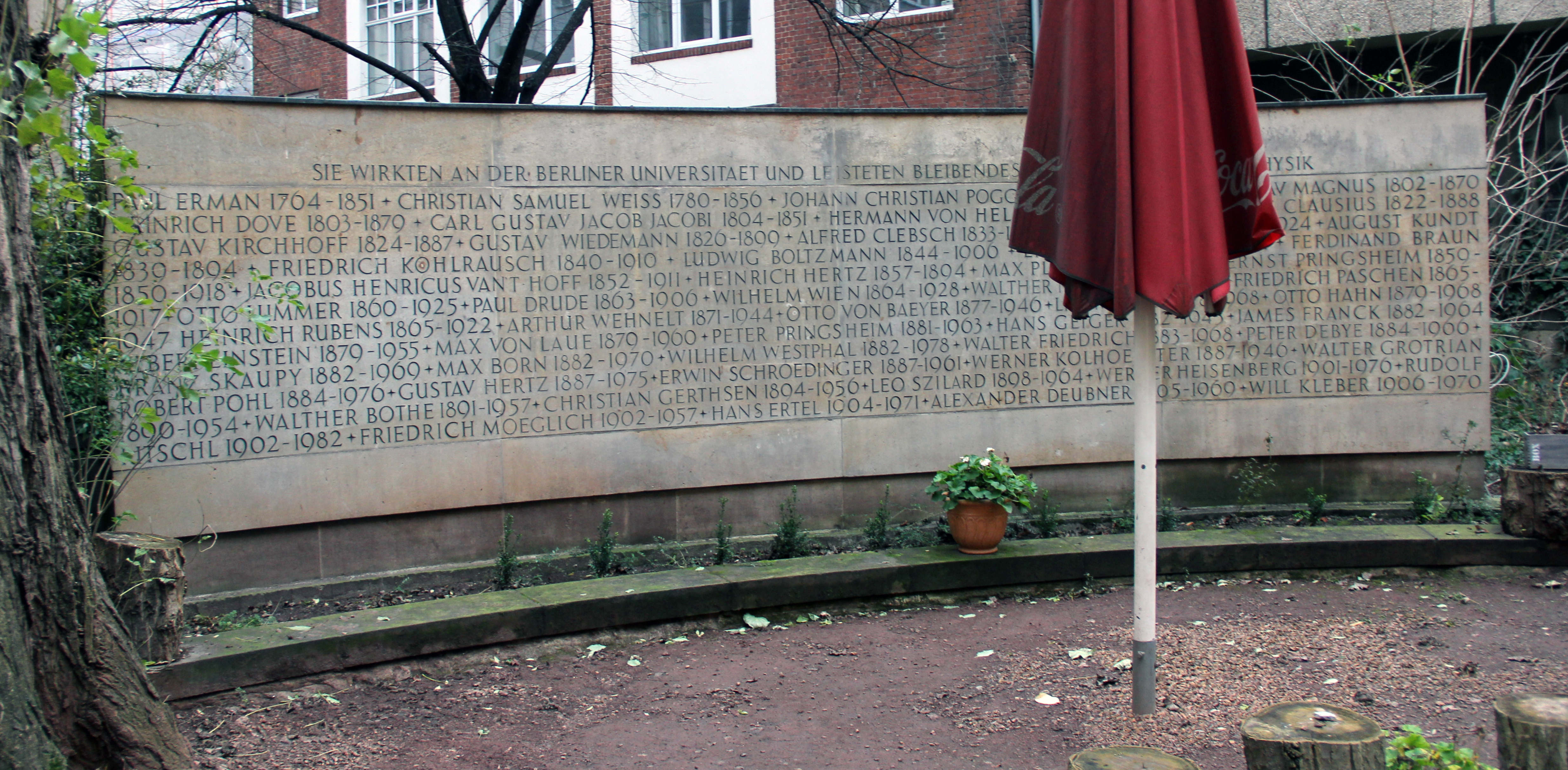
Monument, Invalidenstraße 110, à Berlin-Mitte sur lequel figure son nom.

Le Hans-Ertel-Zentrum für Wetterforschung (de) porte son nom,.

## Publications
- 1953 : Entwicklungsphasen der Geophysik